# 鐵尖海蜷
鐵尖海蜷（学名：Cerithidea djadjariensis）为海蜷螺科栓海蜷屬下的一个种。

## 扩展阅读
- 維基物種上的相關：鐵尖海蜷